# Вулиця Пластова (Львів)
Вулиця Пластова — вулиця в Личаківському районі Львова, у місцевості Знесіння. Є продовженням вулиці Зубрицького, також має перехрестя з вулицями Ковельською, Польовою, вулиця перетинає залізничну колію на Дубляни, утворює перехрестя з Богданівською, закінчення — перехрестя з вулицею Бескидською.

## Історія
Вулиця виникла у 1950-х роках, коли північніше Нового Знесіння почав формуватися Північний промисловий вузол. У 1958 році вулиця отримала офіційну назву Силікатна. Сучасну назву вулиця має з 1993 року, на честь українського молодіжного скаутського товариства «Пласт».

## Підприємства та торгівля
На вулиці Пластовій переважає промислова забудова, це місце дислокації багатьох підприємств, передусім транспортної галузі. Зокрема, тут розташовані львівська філія логістичної корпорації «Орлан-Транс-Груп», головний офіс перевізника «East West Eurolines» (ТзОВ «Львівське АТП-14631»), автомобільні сервісні центри тощо. Також на початку вулиці розташована нафтобаза української мережі автозаправних комплексів «ОККО». 3 серпня 2007 року на її території сталась пожежа — загорілось 5 цистерн з нафтопродуктами.
Офіційну адресу Пластова, 125 має Львівська ТЕЦ-2 «Північна», хоча її територія розташована на досить далекій відстані від самої вулиці.
Для розв'язання питання переробки та сортування сміття у Львові буде збудована станція компостування відходів, на це дав згоду виконавчий комітет Львівської міської ради на своєму засіданні, що відбулося 9 листопада 2018 року. Для цього була виділена ділянка на вулиці Пластовій, поруч з майбутнім комплексом з переробки відходів. У липні 2021 року місто підписало контракт на будівництво сміттєпереробного комплексу на вул. Пластовій, 13 з польською компанією Control Process S.A. 23 грудня 2022 року, виконавчий комітет Львівської міської ради затвердив проєктну документацію будівництва механіко-біологічного комплексу перевантаження та переробки ТПВ на вул. Пластовій, 13 у Львові. Станом на квітень 2023 року вже виконано 100% проєктувальних та 25% будівельних робіт з будівництва сміттєпереробного заводу. До кінця цього року планують завершити будівництво. На заводі можна буде переробляти 250 тисяч тонн відходів на рік. Тривалість експлуатації сміттєпереробного заводу — 60 років, а кількість створених нових робочих місць — 93.

## Очисні споруди
На північ від вулиці Пластової, на її відтинку за залізничною колією, розташовані міські очисні споруди. За кілька метрів від вулиці на поверхню виходить колектор, яким тече Полтва.